# Gaidropsarus ensis
A Gaidropsarus ensis a csontos halak (Osteichthyes) főosztályának a sugarasúszójú halak (Actinopterygii) osztályába, ezen belül a tőkehalalakúak (Gadiformes) rendjébe és a Lotidae családjába tartozó faj.

## Előfordulása
A Gaidropsarus ensis elterjedési területe az Atlanti-óceán északnyugati része, a grönlandi Baffin-öböltől kezdve Kanada partjain keresztül az USA-i Észak-Karolináig.

## Megjelenése
Ez a hal legfeljebb 40 centiméter hosszú.

## Életmódja
A Gaidropsarus ensis mérsékelt övi, nyílt tengeri halfaj, amely akár 2000 méter mélyre is leúszik. Tápláléka rákok.

## Felhasználása
Ennek a halnak nincs halászati értéke.